# Гафуржан Суюмбаєв
Гафуржа́н Сабіржо́нович Суюмба́єв (каз. Ғафуржан Сүйімбаев нар. 19 серпня 1990 року, Шимкент, Казахстан) — казахський футболіст, захисник клубу «Кайрат» й Збірної Казахстану.

## Клубна кар'єра
Вихованець футбольного клубу «Ордабаси». Перший професійний контракт з цим клубом Гафуржан підписав 2010 році. За період виступів у цьоу клубі став володарем Кубку та Суперкубку Казахстану. 2013 року Суюмбаєв на правах оренди виступав у павлодарському «Іртиші», після чого повернувся до «Ордабаси». У складі клубу свого рідного клубу в національному чемпіонаті зіграв 113 матчів та відзначився 1 голом.
2016 року перейшов до «Кайрату».

## Кар'єра в збірній
З 2014 року регулярно викликався до національної збірної Казахстану. Забив перший гол проти збірної Данії 11 листопада 2016 року.

## Титули і досягнення
- Чемпіонат Казахстану
  - Чемпіон (2): 2020, 2023

- Кубок Казахстану
  -  Володар (4): 2011, 2017, 2018, 2021

- Суперкубок Казахстану
  -  Володар (2): 2012, 2017

- В списку 22-ох найкращих футболістів Прем'єр-ліги Казахстану: 2015